# 愛の劇場
『愛の劇場』（あいのげきじょう）は、1969年2月24日から2009年3月27日までTBS系列ほかで40年間に渡り、平日の13:00 - 13:30（JST）に放送されていた昼の帯テレビドラマ放送枠およびその冠タイトルである。通算216作 が放送された。当初はモノクロ放送だったが、1971年1月4日開始の第13作『氷点』からカラー化、1980年代半ばからは字幕放送を実施していた

## 概要
1969年2月24日放送開始。一部の資料で、開始当初の1969年2月から1970年4月にかけて（「女の絶唱」から「女のうず潮」まで）ネットチェンジ前の朝日放送（ABC）が制作していたと記載されている場合があるがこれは誤り。
前番組の『テレビ映画』の体制を引き継ぎ、当時TBS系列であった朝日放送（ABC）をはじめとする西日本中心のTBS系列局では『シャボン玉寄席』→『シャボン玉プレゼント』（朝日放送制作）を13:00 - 13:15に放送した後に当番組を放送し、逆に東日本中心のTBS系列局では当番組を13:00 - 13:30に放送した後に『シャボン玉寄席』→『シャボン玉プレゼント』を放送していた。
1975年3月31日からは腸捻転解消によるネットチェンジで朝日放送がNET系列となったことに伴い、『シャボン玉プレゼント』が同系列での放送に移行したため、新たにTBS系列となった毎日放送を含めたTBS系列全局で13:00 - 13:30での同時ネットにそろえられた。
1999年9月以前は、花王（開始当初は花王石鹸）の冠スポンサーで、一社提供番組で、『花王 愛の劇場』との名称であったが、その後は花王を含む複数社提供となり、名称から花王の名が外された。番組宣伝では花王の名称を外し『愛の劇場』としてCM放送・新聞広告などで対応していた。花王自体は枠終了まで一貫して提供を持続し、後述の系列外ネット局は系列局が複数社提供に移行した後も引き続き花王の一社提供だった。花王に社名変更して、その当時のロゴになってからは、他の一社提供番組との共通クレジット（白地に若竹色）を使用していた。プロダクトプレイスメントに関しても、風呂場や台所の場面では筆頭スポンサーである花王の石鹸・洗剤類など、1990年代以降は食卓や台所などに食品事業のエコナやヘルシア緑茶が置かれていた。遅れネットで放送されていた局ではTBS系と同じ時期のCMが放送されていた。
各作品の放送話数や放送期間に関しては、2クール→1クールに固定され、かつ1986年9月までの直前枠であった『ポーラテレビ小説』→『テレビ小説』とは異なり、作品によって異なっていた。各作品の放送話数は15話（3週間）～65話（13週間）となっていた。
作品の内容として、1969年・1970年代は第1作目『女の絶唱』にみられるような当時「よろめきドラマ」とも称された「昼メロ」が主流で、それ以降は家族や主婦を題材にした感動作や人情ものが主となった。1980年代には 『わが子よ』などに代表される社会派が目立ち、1990年代は『天までとどけ』シリーズや『ラブの贈りもの』『大好き!五つ子』のようなごく普通の家庭を舞台に親子・夫婦愛をテーマとしたホームドラマ、『離婚パーティー』『ひとりっ子同志』『温泉へ行こう』シリーズのようなラブコメディものの作品が多くを占め、愛憎劇系の作品はほとんど作られなかった。また、『ぽっかぽか』のようにレディースコミックを原作とする作品も出現するようになった。
2000年代前半は『新・天までとどけ』・『大好き!五つ子』『温泉へ行こう』の各シリーズ制作で年間のほぼ半分を占めるのが恒例化するが、2004年にこれらシリーズが一旦完結。『大好き!五つ子Go!!』以外は非シリーズ作品で占められた2005年度は『聞かせてよ愛の言葉を』や『貞操問答』等、1970年代主流作に通じる愛憎劇タイプの作品が複数制作された。
2006年度は宮藤官九郎脚本の『吾輩は主婦である』、ZARDが主題歌を担当した『すてきにコモン!』など、キャスティングやパブリシティに力を入れるように変化していき、2007年度はロケ中心で撮影に時間と手間を大きくかけプライムタイム帯のドラマに匹敵する内容の『砂時計』（同時並行で映画版も製作した）と『愛のうた!』が相次いで放送された。
主演は当初は三ツ矢歌子・高千穂ひづるなどの映画女優が、1970年代後半からは島かおり・長内美那子や松本留美など中堅どころの女優が多かったが、1980年代後半以降、有森也実・七瀬なつみといった若手の女優や小川範子・芳本美代子・生稲晃子・加藤貴子・森口博子・南野陽子・中澤裕子・森尾由美・さくら・鈴木亜美などアイドルから転身した女優が主演するケースも増えていた。
同じ俳優出演・同じ制作会社でシリーズものではない複数のドラマを制作した事例がある（沢田亜矢子・市毛良枝・宮崎美子・石野真子など。テレパック・オフィス・ヘンミ・松竹株式会社・泉放送制作の順）。
過去にライオン製品のCM出演や1984年9月28日まで裏番組だったフジテレビ『ライオン奥様劇場』の出演者が多数存在している。
作品を制作するプロダクション も、1980年代までは松竹、東宝、国際放映、東京映画→東京映画新社などの映画会社や映画会社系の制作プロダクションが製作する作品が多くを占めていたが、1980年代後半以降はドリマックス・テレビジョン（旧木下プロダクションも制作に参加していた）・テレパック・大映テレビ・泉放送制作・東阪企画・総合企画アンテンヌ・ストーンウェル（石井ふく子が設立した制作会社）・KANOX・オフィス・トゥー・ワン・オフィス・ヘンミ・ケイファクトリーなどのテレビ制作プロダクションが製作する作品が増加した一方で、映画会社や映画会社系の制作プロダクションが製作する作品は減少していった。さらに2007年以降はドリマックス・テレビジョン制作作品やテレパック制作作品が多くを占めるようになり、ドリマックス・テレビジョンとテレパック以外の制作プロダクションが製作する作品は減少した。権利切れ後の版権は制作会社が管理しているが、吸収合併された制作プロダクションの作品に関しては、ドリマックス・テレビジョン制作作品（VSO制作作品も含む）はTBSスパークルが、東京映画新社制作作品（東京映画制作作品も含む）は東宝がそれぞれ管理している。なお、テレパック・大映テレビは過去に裏番組だったフジテレビ『ライオン奥様劇場』も1984年まで制作していた。
『さよならママ』まではフィルム収録があったが『三どしま』以降の1987年4月20日からはすべてビデオ収録となった。
1983年頃から1987年12月29日までは梓みちよ「もっと人生を下さい」、1988年1月4日から1993年4月2日までは大貫妙子の歌がオープニングに使われていた。

## シリーズ終焉とその後
2008年度は『―五つ子』シリーズを除いてラブストーリー・ラブコメディものの作品で占められていき、11月からは『砂時計』と作風が似た『ラブレター』が放送されていた。2008年11月27日にTBSテレビの2009年春改編において『ピンポン!』と『2時っチャオ!』を終了させ、2009年3月30日より『ひるおび!』の開始に伴う枠確保の目的で愛の劇場を「同年3月いっぱいをもって終了」、「同年3月いっぱいで終了する方向で調整」、「放送時間変更」、との報道が一部スポーツ紙で行われた（この番組の次の時間に放送される『ひるドラ』も同様の報道が行われた）。TBSテレビは取材に対して「4月の改編は検討中です」（2008年11月時点）と回答していたが、2008年12月3日にTBSテレビより正式に翌年3月での枠終了が発表された。他に枠廃止の要因として、TBS編成制作本部PRセンターは「主力視聴者層となる40代までの主婦層のドラマ離れによる視聴率低下（2000年代にて5%程度の作品も存在）」を挙げている。なお、花王は当番組終了の2009年3月で当時間枠のスポンサーを降板している（後継番組の『ひるおび』には一切関わっていない）。
2009年2月23日から放送の『愛の劇場 最終シリーズ 大好き!五つ子』が最終作品となり、同年3月27日の放送をもって終了、同時に「愛の劇場」も40年の歴史に幕を閉じた。その後テレビ東京が2008年9月29日から設置していた『Lドラ』 が2010年4月2日をもって終了。それ以降に現存する民放の帯ドラマ枠は東海テレビが製作する平日13時台の昼ドラ（フジテレビ系列局向け）1本のみとなっていたが、2016年3月31日をもって終了した（同様に『ライオンのごきげんよう』も放送終了したため）。これにより、民放で放送される新作の帯ドラマ枠は2016年3月で姿を消した。

## 平均視聴率上位3作品
※2009年2月時点
- 第1位『岸壁の母』（1977年11月 - 12月、10周年記念番組の第1作目、主演：市原悦子）19.1%
- 第2位『別れて生きる時も』（1978年1月 - 3月、主演：松原智恵子）17.6%
- 第3位『白衣の姉妹』（1978年3月 - 5月、主演：島かおり）17.3%

## 主な主題歌
- 人生いろいろ（島倉千代子、三どしま)
- 川の流れのように（美空ひばり、ああわが家)
- 夏色の天使（小川範子、夏色の天使)
- 涙くんさよなら（川越美和・安達祐実、天までとどけシリーズ)
- 言えないよ（郷ひろみ、お見合いの達人）　など

## 放送時間
- TBS系列局
  - TBS、テレビ山梨、信越放送、静岡放送、テレビ高知：月 - 金13:00 - 13:30（枠開始から枠終了まで、テレビ高知を除く各局は『シャボン玉プレゼント』（1975年3月28日まで）は本枠直後枠に放送）
  - 上記を除くTBS系列局（朝日放送、毎日放送並びに腸捻転解消後に開局したテレビユー山形、テレビユー福島、チューリップテレビ、あいテレビも含む）
    - 1975年3月28日まで：月 - 金13:15 - 13:45（『シャボン玉プレゼント』の直後枠に放送）
    - 1975年3月31日から2009年3月27日まで：月 - 金13:00 - 13:30（腸捻転解消による）
- 他系列局
  - 福島テレビ（フジテレビ系列、1971年9月までは日本テレビ系列・TBS系列、1971年10月から1983年3月まではTBS系列・フジテレビ系列）
    - 1969年11月14日まで:月 - 金13:15 - 13:45（朝日放送と同時ネット）
    - 1969年11月17日から1983年9月30日まで：月 - 金13:00 - 13:30（TBSと同時ネット、『シャボン玉プレゼント』は未ネット。1983年4月1日のフジテレビ系フルネット局へのネットチェンジ後も、14:00 - 14:30に遅れネットで放送されていた系列番組である『ライオン奥様劇場』の同時ネットへ切り替えずに9月30日まで本枠の同時ネットを継続）
    - 1983年10月3日からテレビユー福島開局まで：月 - 金14:00 - 14:30（遅れネット（『ライオン午後のサスペンス』（1983年10月3日に『ライオン奥様劇場』から改題）と枠交換の上で『ライオン午後のサスペンス』は同時ネット化）、フジテレビ系完全移行による）

  - 北日本放送・南海放送（日本テレビ系列）、山形放送（放送当時は日本テレビ系列・テレビ朝日系列、現在は日本テレビ系列）：月 - 金13:30 - 14:00（遅れネット、テレビユー山形、チューリップテレビ、あいテレビ開局まで）
  - 秋田放送（日本テレビ系列、遅れネット）
    - 1994年4月1日まで:月 - 金13:30 - 14:00
    - 1994年4月4日から2007年3月30日まで：月 - 金13:25 - 13:55（『ザ・ワイド』の13:55開始による）
    - 2007年4月2日から2009年4月17日まで：月 - 金16:24 - 16:52（『午後は○○おもいッきりテレビ』のフルネット化による）

  - 福井放送（日本テレビ系列・テレビ朝日系列、遅れネット）
    - 1994年4月1日まで:月 - 金13:30 - 14:00
    - 1994年4月4日から2007年3月30日まで：月 - 金13:25 - 13:55（『ザ・ワイド』の13:55開始による）
    - 2007年4月2日から2007年9月28日まで：月 - 金15:54 - 16:24（『午後は○○おもいッきりテレビ』のフルネット化による）
    - 2007年10月から2009年4月17日まで：水・木曜15:00 - 16:00（水曜は月・火曜放送分、木曜は水・木曜放送分の2話連続放送）、金曜15:00 - 15:30（1話放送）（『ザ・ワイド』終了による）

  - 四国放送（日本テレビ系列、遅れネット）
    - 月 - 金14:00 - 14:30→15:00 - 15:30→14:00 - 14:30（『ビッグトゥデイ』のフルネット化に伴い途中打ち切り）

年末年始の放送は、同時ネット局・遅れネット局問わず、原則的に12月29日～1月3日を放送休止としていた。例外として1986年は12月31日まで放送していた他、2006年は12月29日まで放送していた。また、1993年の12月最終週は完全に放送休止としていた。新年の放送は1月4日（土曜・日曜が入る場合は1月5日・1月6日も休止）を休止し、1月5日以降から放送していた年があった。例外として2007年の1月第1週は完全に放送休止としていた（後述）。
系列外遅れネット局では、2007年3月30日まではTBSから送られた素材を秋田放送が受け取り、さらにそれを13時台にフジテレビ系ライオン一社提供枠（『ライオン奥様劇場』→『ライオンのいただきます』→『ライオンのごきげんよう』）を放送していた四国放送（日本テレビ系列）と1983年10月から11月までの福島テレビ（フジテレビ系列）以外のネット局に向けて13:30 - 14:00（1994年4月1日まで）→13:25 - 13:55（1994年4月4日～2007年3月30日）の時間帯にマイクロネットしていた（『午後は○○おもいッきりテレビ』は途中飛び降り）。14時台に放送していた四国放送は、秋田放送からマイクロネットで送られた素材を録画した上で放送していた。オープニングでは福井放送などで「ABS 秋田放送」の画像が1秒ほど流れたことがあった。
1983年10月から11月まで同日時差ネットで放送していた福島テレビを除く遅れネット局では、1986年9月までのTBS系列局における直前枠であり、系列外局では1日遅れで放送されていた『ポーラテレビ小説』（1984年3月に系列外遅れネット終了）とは異なり、秋田放送・山形放送・北日本放送・福井放送・南海放送の5局では1990年代前半ぐらいまでは1ヶ月遅れで放送された他、秋田放送・福井放送では1990年代後半頃から3週間遅れで放送されていた。途中打ち切りとなった四国放送は2か月遅れで放送されていた。2007年10月以降の福井放送におけるTBS月 - 水曜放送分の放送に関しては、秋田放送よりもさらに1～2日遅れで放送していた（木・金曜放送分は秋田放送と同じく3週遅れ）。TBSなどが新番組などの番組宣伝を制作していたが、放送日時・放送時間は遅れネットのため、TBS系と違う放送日時・放送時間に差し替えられていた。番組最後の感想募集・新番組予告・フィクションの案内はTBSと遅れネット局で大きく異なっていた。
放映権が移行された山形県・富山県・愛媛県の3県は、山形放送・北日本放送・南海放送の3局では放映権移行直前には9月下旬に終了する作品（夏休み枠の遅れネット）までを放送し、テレビユー山形・チューリップテレビ・あいテレビでは開局時は9月開始の作品を10月1日開局以降から放送していた（後述）。

## 放映ネット局
※放送局名・系列は2009年放送終了時点のもの。
※太字の局は1975年3月28日まで朝日放送と同一編成としていた局。
| 放送対象地域           | 放送局             | 系列                          | 放送時間                                                   | 備考 |
| ---------------------- | ------------------ | ----------------------------- | ---------------------------------------------------------- | --- |
| 関東広域圏             | 東京放送           | TBS系列                       | 平日 13:00 - 13:30                                         | 制作局 現：TBSテレビ                                                                                    |
| 北海道                 | 北海道放送         | TBS系列                       | 平日 13:15 - 13:45 →平日 13:00 - 13:30                     | |
| 青森県                 | 青森テレビ         | TBS系列                       | 平日 13:15 - 13:45 →平日 13:00 - 13:30                     | 1969年12月開局から                                                                                      |
| 岩手県                 | IBC岩手放送        | TBS系列                       | 平日 13:15 - 13:45 →平日 13:00 - 13:30                     | 1995年6月までは岩手放送                                                                                 |
| 宮城県                 | 東北放送           | TBS系列                       | 平日 13:15 - 13:45 →平日 13:00 - 13:30                     | |
| 秋田県                 | 秋田放送           | 日本テレビ系列                | 遅れネット                                                 | 1970年代後半から 系列外遅れネット局への送出局（2007年3月まで）                                          |
| 山形県                 | 山形放送           | 日本テレビ系列                | 遅れネット                                                 | 1979年4月から1989年9月まで                                                                              |
| 山形県                 | テレビユー山形     | TBS系列                       | 平日 13:00 - 13:30                                         | 1989年10月開局から                                                                                      |
| 福島県                 | 福島テレビ         | フジテレビ系列                | 平日 13:15 - 13:45 →平日 13:00 - 13:30 →平日 14:00 - 14:30 | 1983年11月まで 1983年3月まではTBS系列とのクロスネット局                                                 |
| 福島県                 | テレビユー福島     | TBS系列                       | 平日 13:00 - 13:30                                         | 1983年12月開局から                                                                                      |
| 山梨県                 | テレビ山梨         | TBS系列                       | 平日 13:00 - 13:30                                         | 1970年4月開局から                                                                                       |
| 新潟県                 | 新潟放送           | TBS系列                       | 平日 13:15 - 13:45 →平日 13:00 - 13:30                     | |
| 長野県                 | 信越放送           | TBS系列                       | 平日 13:00 - 13:30                                         | |
| 静岡県                 | 静岡放送           | TBS系列                       | 平日 13:00 - 13:30                                         | |
| 富山県                 | 北日本放送         | 日本テレビ系列                | 遅れネット                                                 | 1980年10月6日の『わが母は聖母なりき』の遅れネット開始から1990年9月まで                                  |
| 富山県                 | チューリップテレビ | TBS系列                       | 平日 13:00 - 13:30                                         | 旧：テレビユー富山、1990年10月開局から                                                                  |
| 石川県                 | 北陸放送           | TBS系列                       | 平日 13:15 - 13:45 →平日 13:00 - 13:30                     | |
| 福井県                 | 福井放送           | 日本テレビ系列 テレビ朝日系列 | 遅れネット                                                 | 1970年代後半から（1980年3月時点で放送されていた） 1989年3月までは日本テレビ系単独加盟局                 |
| 中京広域圏             | 中部日本放送       | TBS系列                       | 平日 13:15 - 13:45 →平日 13:00 - 13:30                     | 現：CBCテレビ                                                                                           |
| 近畿広域圏             | 朝日放送           | テレビ朝日系列                | 平日 13:15 - 13:45                                         | 現：朝日放送テレビ ネットチェンジにより途中打ち切り                                                     |
| 近畿広域圏             | 毎日放送           | TBS系列                       | 平日 13:00 - 13:30                                         | 1975年3月31日から、腸捻転解消に伴う移行                                                                 |
| 島根県 →鳥取県・島根県 | 山陰放送           | TBS系列                       | 平日 13:15 - 13:45 →平日 13:00 - 13:30                     | 1972年9月までの放送免許エリアは島根県のみ 1972年9月より相互乗り入れに伴い鳥取県でも放送                 |
| 岡山県 →岡山県・香川県 | 山陽放送           | TBS系列                       | 平日 13:15 - 13:45 →平日 13:00 - 13:30                     | 現：RSK山陽放送 1983年3月までの放送免許エリアは岡山県のみ 1983年4月より相互乗り入れに伴い香川県でも放送 |
| 広島県                 | 中国放送           | TBS系列                       | 平日 13:15 - 13:45 →平日 13:00 - 13:30                     | |
| 山口県                 | テレビ山口         | TBS系列                       | 平日 13:15 - 13:45 →平日 13:00 - 13:30                     | 1970年4月開局から                                                                                       |
| 徳島県                 | 四国放送           | 日本テレビ系列                | 遅れネット                                                 | 途中打ち切り                                                                                            |
| 愛媛県                 | 南海放送           | 日本テレビ系列                | 遅れネット                                                 | 1970年代後半から1992年9月まで                                                                           |
| 愛媛県                 | あいテレビ         | TBS系列                       | 平日 13:00 - 13:30                                         | 旧：伊予テレビ、1992年10月開局から                                                                      |
| 高知県                 | テレビ高知         | TBS系列                       | 平日 13:00 - 13:30                                         | 1970年4月開局から                                                                                       |
| 福岡県                 | RKB毎日放送        | TBS系列                       | 平日 13:15 - 13:45 →平日 13:00 - 13:30                     | |
| 長崎県                 | 長崎放送           | TBS系列                       | 平日 13:15 - 13:45 →平日 13:00 - 13:30                     | |
| 大分県                 | 大分放送           | TBS系列                       | 平日 13:15 - 13:45 →平日 13:00 - 13:30                     | |
| 熊本県                 | 熊本放送           | TBS系列                       | 平日 13:15 - 13:45 →平日 13:00 - 13:30                     | |
| 宮崎県                 | 宮崎放送           | TBS系列                       | 平日 13:15 - 13:45 →平日 13:00 - 13:30                     | |
| 鹿児島県               | 南日本放送         | TBS系列                       | 平日 13:15 - 13:45 →平日 13:00 - 13:30                     | |
| 沖縄県                 | 琉球放送           | TBS系列                       | 平日 13:15 - 13:45 →平日 13:00 - 13:30                     | |

## 備考

### 放映ネット局など
- 当時他系列とのクロスネットだった3局では以下の対応が取られていた。
青森テレビは1969年12月にNETテレビ系列（現：テレビ朝日系列）メインのクロスネットとして、テレビ山口は1970年4月にフジテレビ系列（FNSのみ加盟）・NETテレビ系列とのクロスネット局としてそれぞれ開局したが、2局とも腸捻転解消前は朝日放送と同時ネットで放送し、腸捻転解消後はTBSとの同時ネットで放送された。青森テレビは腸捻転解消と同時に、テレビ山口は1979年4月にそれぞれ『ポーラテレビ小説』の直後枠となった。
福島テレビは前身である『テレビ映画』（福島テレビは1967年4月 - 9月に放送された『人生相談ドラマ あなたならどうする』から開始）から同時ネットを継続し、『古都の雨』までは朝日放送と同時ネットで放送されていたが、『君は心の妻だから』以降はTBSとの同時ネットで放送されていた。1983年4月1日にTBS系列メインのクロスネット局からフジテレビ系列フルネット局に再ネットチェンジ（JNN脱退・FNN加盟）したものの、視聴者保護のため同年9月30日まで（『トラックかあちゃん』第25話～『家族づくり』第20話）はTBSと同時ネットで放送したが、同年10月1日にフジテレビ系列フルネット局に完全移行したため、TBSにおける『家族づくり』第21話以降と『妻の定年』第25話までは『東海テレビ制作昼の帯ドラマ』の直後枠である14:00 - 14:30に遅れネットで放送された（14:00 - 14:30に3週遅れネットで放送されていたフジテレビ『ライオン午後のサスペンス』（本枠の遅れネット化と同日に『ライオン奥様劇場』から改題）と事実上の枠交換）[注 16][注 21]。なお、『妻の定年』は第26話からテレビユー福島開局に伴い同時ネットになった。系列外同時ネットは福島テレビが唯一の例である。
- 開始当初は直前枠であった『ポーラテレビ小説』とは異なり、系列外遅れネット局はなく、青森県・山梨県・山口県・高知県の4県はTBS系新局（青森テレビ・テレビ山梨・テレビ山口・テレビ高知）開局と同時にネットを開始した他、秋田放送・北日本放送・南海放送（日本テレビ系列）、山形放送（放送当時は日本テレビ系列・テレビ朝日系列、現在は日本テレビ系列）、福井放送（日本テレビ系列・テレビ朝日系列）の5局は日本テレビ系平日13時台後半の同時ネットを打ち切った上で本枠の遅れネットを開始した他、四国放送（日本テレビ系列）は、平日13時台後半に遅れネットで放送していた『ライオン奥様劇場』の直後枠である14:00 - 14:30にて遅れネットで放送を開始した。
四国放送を除く各局は、1975年3月から1978年3月まで平日13時台後半に花王一社提供の帯ドラマ『愛のサスペンス劇場』→『女の劇場』→『うどん一代』を放送していたため、本枠の遅れネット開始で平日13時台後半における花王一社提供枠が復活する事になった。
秋田放送、山形放送、北日本放送、福井放送、四国放送、南海放送の6局は、1984年3月30日に『ポーラテレビ小説』（6局では平日8:10 - 8:30に1日遅れで放送）が、ポーラの一社提供から複数社提供への移行（同時に『テレビ小説』へ改題の上でTBS系25局のみで放送）した事に伴う『ポーラテレビ小説』の打ち切りに伴い、同年4月2日以降は、本枠が6局で放送される唯一のTBS系帯ドラマとなった。
遅れネット局の内、13:30 - 14:00に放送していた山形放送・北日本放送・南海放送の3局は、テレビユー山形・チューリップテレビ・あいテレビへ放映権が移行したのに伴い、山形県・富山県・愛媛県の3県は同時ネットとなった。山形放送・北日本放送・南海放送は、いずれも9月下旬に放送が終了した夏休み枠（『夏色の天使』（山形放送）、『夏色のアルバム』（北日本放送）、『天までとどけ2』（南海放送））が最終放送作品となった。山形放送・南海放送の2局は放映権移行後は『午後は○○おもいッきりテレビ』がフルネット化された他、北日本放送は本枠の放映権移行後は1993年12月まで読売テレビ『朝の連続ドラマ』の遅れネットを放送した後に1994年1月から『午後は○○おもいッきりテレビ』がフルネットになった。
山形放送・北日本放送・南海放送で本枠を放送していた当時、3局では前述の通り夏休み枠は8月中旬～9月下旬に放送していたため、テレビユー山形・チューリップテレビ・あいテレビではサービス放送期間中は本枠を放送せず、当該期間中は穴埋め番組を放送していた。また、山形放送・北日本放送・南海放送では放映権移行直前には夏休み枠の次作品（山形放送は『結婚の条件』、北日本放送は『家族って』、南海放送は『ママ走れ!』はそれぞれ未放送）の放送は行われなかった。この内愛媛県は、南海放送は1992年9月25日に『天までとどけ2』が終了して以降は同年9月28日に『午後は○○おもいッきりテレビ』がフルネットへ移行した他、あいテレビは同年9月21日から9月30日までのサービス放送期間中は穴埋め番組を放送し、同年10月1日の開局と同時に『ママ走れ!』を開始した。山形県は、山形放送で『夏色の天使』の放送が終了した後、テレビユー山形の開局と同時に『結婚の条件』を開始した。富山県は、北日本放送で『夏色のアルバム』の放送が終了した後、チューリップテレビの開局と同時に『家族って』を開始した。なお、第1話から放送するため、各局とも13:00とともに別の時間帯で一日2話放送していた。
なお、四国放送は当時ネットしていたフジテレビ系列平日午後のワイドショー枠の変遷により15:00 - 15:30に放送された時期もあったが、最終的に同枠の『ビッグトゥデイ』時代に途中飛び降り→フルネット化で途中打ち切りとなっている[注 22]。
また、1992年10月1日以降は秋田放送の『ビッグモーニング』と『じゃんけんキッズ』打ち切り並びに南海放送の『ビッグモーニング』と『じゃんけんキッズ』のあいテレビへの放映権移行に伴い、他系列局で唯一放送されるTBS系帯番組となったが、本枠終了と同時にTBS系帯番組の他系列局ネットは全廃された。
最後まで遅れネット放送を続けた秋田放送と福井放送は、『天までとどけ3』放送期間中である1994年4月4日に『ザ・ワイド』が13:55開始に変更された事に伴い、同日から月曜 - 金曜の13:25 - 13:55へ5分繰り上げられ（3週遅れでの放送）、2007年3月30日（『結婚式へ行こう!』終了と同時）まではこの時間帯で放送されていた。2007年4月2日（『砂時計』開始と同時）から『午後は○○おもいッきりテレビ』のフルネット化に伴い放送時間が変更された（3週遅れは変わらず）。秋田放送では2009年4月17日までは平日の16:24 - 16:52に変更された他、福井放送では当初は平日の15:54 - 16:24に[20]、『ザ・ワイド』終了後かつ2009年4月17日までは水曜・木曜の15:00 - 16:00（2話連続放送）、金曜の15:00 - 15:30にて放送されていた[21]。
スポンサーに関しても、TBS系列局が1999年10月に複数社提供に移行したものの、秋田放送と福井放送では引き続き花王一社提供を本枠終了時の2009年4月17日まで務めた。2023年現在、秋田放送と福井放送で放送されるTBS制作の連続ドラマのレギュラー放送は『日曜劇場』のみである。

### 放映時間の変更・年末年始の放送など
- TBS系列局
  - 年末年始の放送に関しては、1986年までは大晦日まで放送される作品があったが、1987年は1月1日～1月4日と12月30日～翌年の1月3日に、1988年から2008年までは基本的に12月29日～翌年の1月4日をそれぞれ放送休止（1988年以降の休止期間は年によって異なる）としていたため、1995年までにおける年度最終作品に関しては、金曜日以外の曜日に最終話を放送した作品もあった。1993年12月最終週は『赤い迷宮』が12月24日に終了したため、完全に放送休止としていた。
  - 年度最終作品は1970年の『智恵子抄』から1995年の『もういちど家族』までは年内で終了していたが、1996年12月 - 1997年2月に放送された『ぽっかぽか3』は初めて年またぎで放送された作品となった。年またぎで放送される作品は、12月26日～28日のいずれかを年内最後の放送とした上で、正月三が日明け後の1月4日～6日のいずれかを年明け最初の放送としていた（作品によって異なる）。ただし、2006年12月 - 2007年3月放送の『結婚式へ行こう!』は、2007年1月第1週を完全に放送休止としていた（2006年の放送は12月29日で終了した上で、2007年の放送は1月8日から開始していた）。1990年代後半以降は年またぎで放送される作品がほとんどを占めるようになっていたため、1997年以降に年内で放送を終了した年度最終作品は、『さしすせそ!?』（1997年11月 - 12月放送）『ママまっしぐら!3』（2002年11月 - 12月放送）『銀座まんまんなか!』（2003年11月 - 12月放送）『愛のうた!』（2007年10月 - 12月放送）の4作品しかない。
  - 新年第一弾（1月上旬開始）作品は、1996年の『ママは大ピンチ!!』までは月曜日以外の曜日に第1話を放送した作品もあった。1998年以降における新年第一弾（1月上旬開始）作品は、『風になりたい』（1998年1月 - 2月放送）『またのお越しを』（2003年1月 - 3月放送）『コスメの魔法』（2004年1月 - 2月放送）『三代目のヨメ!』（2008年1月 - 2月放送）の4作品しかない（4作品とも1月第1月曜日開始）。
  - 毎日放送に関しては選抜高校野球の準決勝・決勝（1984 - 2002年は準々決勝も）開催日と重複する場合は高校野球放送を優先するため（過去に朝日放送で全国高等学校野球選手権大会を中継した時の準決勝、決勝開催日も同様）、翌放送日（金曜日の場合は翌週月曜日）の9:55 - 10:25か試合終了後の16:00 - 16:30に移動して放送することがあった。
  - 1970年から1993年までのプロ野球日本シリーズはデーゲームで行われていたため[注 23]、平日にプロ野球日本シリーズが行われる試合の放映権をTBS系列局が獲得した場合、本枠は試合終了後（主に17:00 - 17:30）に放送時間を繰り下げて放送していた（この場合、同日時差ネットされる他系列番組（『笑っていいとも!』『ライオンのいただきます』『アフタヌーンショー』など）は休止としていた）。1985年日本シリーズ第4戦は毎日放送制作と朝日放送制作の並列放送となったが、TBS系列25局は毎日放送制作の中継を放送し、『その時、妻はII』第8話は17:00 - 17:30に時間を繰り下げて放送した[注 24]。雨天順延の影響により月曜日に該当したケースもあり、1993年の年度最終作品である『赤い迷宮』第6話は、日本シリーズの雨天順延の影響により、時間を繰り下げて放送した。
  - TBS系列局でも、1993年までは他系列が制作した日本シリーズの試合（当該地域において系列局がない系列が放映権を獲得した試合、主に日本テレビ系列やテレビ朝日系列が放映権を獲得した場合。1982年までは福島テレビがフジテレビ系列制作を放送した場合や1986年まではテレビ山口がフジテレビ系列制作を放送した場合も含む）を放送した局があったが、この場合、日本シリーズは14:00からの飛び乗り放送とした上で本枠は通常放送としていた。
  - このほか、この時間帯に、全国ネットで、JNN協定に基づく『JNN報道特別番組』や、近代オリンピック・ワールドベースボールクラシックが放送される場合、話数調整のため主に翌放送日（金曜日の場合は翌週月曜日）の9:55 - 10:25に移動して放送することもあった。
- 他系列局
  - 福島テレビを除く遅れネット局における年末年始の放送に関しては、遅れの調整を行う関係でTBS系列局にほぼ準じており、『お昼のワイドショー』→『午後は○○おもいッきりテレビ』（2006年年末～2007年年始まで）が年末年始に休止される場合は本枠も放送休止としていた。遅れネット局における年度最終作品や12月中旬に終了する作品の放送は、TBS系列局で年内に終了する作品や12月中旬に終了する作品は年またぎで放送された（翌年1月上旬～下旬までの放送）が、TBS系列局で12月中旬以降に開始した作品によっては、翌年度最初の作品（翌年1月中旬以降から放送）として放送される場合があった。
  - 最末期の秋田放送と福井放送における年末年始の放送は、『いい女』（2局とも2006年11月20日開始）は2007年1月1日から1月5日まで（『いい女』は2局とも2007年1月12日終了）、『愛のうた!』（秋田放送は2007年11月19日開始、福井放送は同年11月21日開始）は秋田放送が2007年12月31日～2008年1月4日まで、福井放送が2007年12月31日～2008年1月8日まで（『愛のうた!』は2局とも2008年1月25日終了）、『ラブレター』（秋田放送は2008年12月15日開始、福井放送は同年12月17日開始）は秋田放送が2008年12月29日～2009年1月2日まで、福井放送が2008年12月29日～2009年1月6日まで（『ラブレター』は2局とも2009年3月13日終了）それぞれ放送休止としていた。
  - 平日にプロ野球日本シリーズが行われる試合の放映権を日本テレビ系列局が獲得した場合や他系列制作の試合を放送する場合（1993年まで、後者は主にテレビ朝日系列が放映権を獲得した場合）、『NNN報道特別番組』、読売ジャイアンツのデーゲームの主催試合（北海道シリーズ）などが放送される場合は他の時間帯（夕方や翌日午前など）に放送していた。日本シリーズ中継が行われる場合は、TBS系列局とは異なり、1992年まではテレビ朝日系正午枠（『アフタヌーンショー』～『人間探検!もっと知りたい!!』）の遅れネット（この場合は17:00から放送していた）の兼ね合いもあり、16時台もしくは翌日午前に放送していた。1985年日本シリーズ第3・4戦は、13時台後半に遅れネットで放送していた秋田放送・山形放送・北日本放送・福井放送・南海放送の5局は朝日放送制作の中継を放送し、『お鏡』は翌日午前に放送した[注 24]。ただし、福島テレビは、TBS制作で放送された1983年日本シリーズ第7戦は、フジテレビ系フルネットに完全移行していたため日本シリーズ第7戦はネットせず、『家族づくり』の遅れネットを通常の時間帯（14:00 - 14:30）で放送した。

### その他
- 本枠は1999年9月まで花王一社提供であったが、1999年9月以前にも複数社提供で放送された局があった。
南日本放送は1973年頃、スポンサーがローカルセールスになっており、花王石鹸（当時）とフンドーキン醤油の2社となっていた。
四国放送は1988年7月時点では、月 - 木曜は花王を筆頭とした複数社提供（旭化成が月 - 木曜、日本メナード化粧品が火・木曜、東洋羽毛工業が月曜のスポンサーに参加）で、金曜のみ花王単独提供だった（四国放送発行、昭和63年7月番組表より）。
- タイトルや作品がシリーズ化されているケースが複数存在した（『わが子よ』『ああ○○』『天までとどけ』『ぽっかぽか』『温泉へ行こう』『ママまっしぐら!』『大好き!五つ子』『○○へ行こう!』など）。放映権移行が行われた地域ではシリーズによって放送局が異なるケースがあり、福島県における『わが子よ』シリーズの放送は、第1～第3シリーズが福島テレビで、第4～第6シリーズがテレビユー福島で放送された他（両局とも同時ネット）、愛媛県における『天までとどけ』シリーズの放送は、パート1・2が南海放送（遅れネット）で、パート3～8と『新・天までとどけ』シリーズがあいテレビ（同時ネット）で放送された。なお、福島テレビにおける本枠作品の全話同時ネットは『わが子よIII』が最後となった他、南海放送における本枠の遅れネット放送は『天までとどけ2』（南海放送では1992年8月 - 9月に放送）が最後となったと同時に、他系列局からTBS系新局への放映権が移行したケースは南海放送→あいテレビのケースが最後となった。また、四国放送における『天までとどけ』シリーズの放送は、前述の理由により一部のシリーズのみ放送され、『新・天までとどけ』シリーズは未放送となった。
- 1月上旬に開始した作品（新年第一弾）は、1986年の『家庭って?』から1992年の『ああ母さん』まで、7年連続で橋田壽賀子原作作品が新年第一弾作品として放送された。1997年以降における年度最初に放送される作品（年またぎで放送される作品の次作品）は、1998年・2003年・2004年・2008年以外、1月下旬から3月中旬にかけての放送開始となっていた。
- 7 - 8月頃に放送される作品に関しては、1982年までは7月上旬 - 8月下旬かつ、1作品につき40～45話で放送していたが、1983年以降は一部の例外を除いて夏休み期間中である7月下旬 - 8月下旬かつ、1作品につき30～35話で放送していた。また、夏休み枠として親子で観られるストーリーになる事が多く、1980年代には1981年から1986年の間に6作放送された『わが子よ』シリーズ、1989年の『夏色の天使』などがあり、1990年代以降はその頻度が高く、中でも『大好き!五つ子』はシリーズ化し、1999年から2008年まで毎年8月前後の間に放送されていたが、愛の劇場最終作品である「最終シリーズ 大好き!五つ子」は夏休みから外れた2009年2月 - 3月に放送された。1983年以降における夏休み枠でも6月下旬開始・8月中旬終了や9月中旬に終了した作品もあり、1988年に放送された『ママの色鉛筆』は6月 - 8月の放送となった他、『わが子よIV』と『大好き!五つ子』（第1シリーズ）は9月中旬終了となっていた。春休み枠としては、2004年まで『天までとどけ』シリーズが放送されていたが、1992年には夏休みに放送され、1993年には放送が無かった。ただし、遅れネット局では放送日程の調整が行われなかったため、作品によっては夏休み枠であっても、8月中旬から9月下旬までの放送になることが多く、夏休みが短縮される地域である秋田放送と山形放送は、放送期間が一部作品を除いて夏休みから完全に外れていた。
- 福島テレビと四国放送以外にも、TBS系列局の中には当時フジテレビ系列局がなかったり、フジテレビ系列と他系列とのクロスネット局における編成の都合により、本枠とフジテレビ『ライオン奥様劇場』→『ライオン午後のサスペンス』→『ライオン劇場』の両方を放送していた局があり、IBC岩手放送・大分放送・南日本放送の3局は、本枠の1時間後または1時間30分後に『ライオン奥様劇場』→『ライオン午後のサスペンス』→『ライオン劇場』の遅れネットを放送していた[注 25]。なお、1987年9月までフジテレビ系列とのクロスネット局であったテレビ山口は、『ライオン奥様劇場』→『ライオン午後のサスペンス』→『ライオン劇場』は山口放送で継続して放送していたため、平日13時台前半の帯ドラマは本枠のみの放送となった。
- 再放送については枠の関係で1時間2話連続にしているケースが多く、ドラマによっては2話分を1話に編集した再放送向けのバージョンも存在する。またTBSの権利切れ後にTBS系列外の地方局または独立テレビ局で放送されることも多く、例としては、広島県ではテレビ朝日系列の広島ホームテレビで放映されたことがあり（同局の場合、製作著作部分は制作プロダクションのみ表記した別画像に差し替えることが多かったが、局によっては差し替えない例もある）、北海道ではテレビ東京系列のテレビ北海道、福岡県ではテレビ東京系列のTVQ九州放送、三重県でも独立局の三重テレビ放送でも放映されたことがある。チューリップテレビ・石川テレビ・福井テレビ・九州朝日放送・長崎文化放送などでは石井ふく子プロデューサーの作品（『愛ってなに』以降）が1990年代に放送されていた。
- 愛の劇場枠での最多主演は森尾由美の13回（内訳は、ラブの贈り物シリーズで2回、大好き!五つ子シリーズで11回の計13回）。
- 東北放送でかつて放送されていた夜のラジオ番組『独占ラジオ丼〜生でゴメンネッ!〜』（通称：ラジ丼）の火曜日に「火曜 愛の激情」というコーナーがあった。タイトルは『花王 愛の劇場』から取ったものであるが内容は関連がなく、リスナーからのストーリーをリレー方式で毎週つなげていくものであった。なお、東北放送は『愛の劇場』のネット局でもある。
- 定額制動画配信サービスU-NEXT（Paraviレーベル）では1990年代以降のシリーズ作品を中心に配信作品が随時追加されており、アーカイブ追加時にはTVer（広告付き無料）でも期間限定配信される。

## 前後番組
| TBS 平日13:00 - 13:30枠（1969年2月24日 - 2009年3月26日）                             | TBS 平日13:00 - 13:30枠（1969年2月24日 - 2009年3月26日）      | TBS 平日13:00 - 13:30枠（1969年2月24日 - 2009年3月26日）                                                                                          |
| 前番組                                                                               | 番組名                                                        | 次番組 |
| ------------------------------------------------------------------------------------ | ------------------------------------------------------------- | --- |
| テレビ映画                                                                           | 花王 愛の劇場 ↓ 愛の劇場 【TBS制作】                          | 月曜 - 木曜：ひるおび!・午後 ※12:00 - 14:55【TBS制作】金曜：ひるおび!・えなりかずき!そらナビ ※12:55 - 13:55 【中部日本放送（現：CBCテレビ）制作】 |
| 朝日放送 平日13:15 - 13:45枠（1969年2月24日 - 1975年3月28日）                        |                                                               | |
| テレビ映画                                                                           | 花王 愛の劇場 【TBS制作】                                     | 13時ショー ※13:15 - 13:55 【NETテレビ（現：テレビ朝日）制作】                                                                                     |
| 毎日放送 平日13:00 - 13:30枠（1975年3月31日 - 2009年3月26日）                        |                                                               | |
| 13時ショー ※13:00 - 13:55 【NETテレビ（現：テレビ朝日）制作】                        | 花王 愛の劇場 ↓ 愛の劇場 【TBS制作】                          | 月曜 - 木曜：ひるおび!・午後 ※12:00 - 14:55【TBS制作】金曜：ひるおび!・えなりかずきそらナビ ※12:55 - 13:55 【中部日本放送（現：CBCテレビ）制作】  |
| 北日本・西日本の一部のTBS系列局 平日13:00 - 13:15枠（1975年3月31日 - 2009年3月26日） |                                                               | |
| シャボン玉プレゼント ※13:00- 13:15 【朝日放送（現：朝日放送テレビ）制作】            | 花王 愛の劇場 ↓ 愛の劇場 ※13:00 - 13:30 【TBS制作】           | 月曜 - 木曜：ひるおび!・午後 ※12:00 - 14:55【TBS制作】金曜：ひるおび!・えなりかずきそらナビ ※12:55 - 13:55 【中部日本放送（現：CBCテレビ）制作】  |
| 北日本・西日本の一部のTBS系列局 平日13:30 - 13:45枠（1969年2月24日 - 1975年3月28日） |                                                               | |
| テレビ映画 ※13:15 - 13:45                                                            | 花王 愛の劇場 ※13:15 - 13:45 【TBS制作、 15分繰り上げて継続】 | 妻そして女シリーズ 【毎日放送制作】 |